# Фрідріх I (король Вюртембергу)
Фрідріх I (нім. Friedrich I.), ( 6 листопада 1754 — 30 жовтня 1816) — герцог Вюртембергу у 1797—1803 роках під іменем Фрідріх II, курфюрст Вюртембергу у 1803—1805 роках, король Вюртембергу у 1805—1816 роках. Син попереднього герцога Вюртембергу Фрідріха II Ойгена та принцеси Фредеріки Бранденбург-Шведтської. Генерал-майор прусської армії. Генерал-губернатор Східної Фінляндії у 1782—1787 роках.
Території Вюртембергу за його правління були збільшені вдвічі.
На його честь названі міста Фрідріхсгафен та Бад-Фрідріхсгалль.

## Біографія
Народився 6 листопада 1754 року у Трептові ан дер Рега. Став первістком в родині вюртемберзького принца Фрідріха Ойгена та його дружини Фредеріки Бранденбург-Шведтської, з'явившись на світ за рік після їхнього весілля. Мав молодших братів: Людвіга, Ойгена Фрідріха, Вільгельма, Фердинанда, Карла, Александра, Генріха, та сестер: Софію Доротею, Фредеріку й Єлизавету.
У 1763—1769 роках сімейство мешкало у Трептові, після чого перебралося до графства Монбельяр. Зимовою резиденцією стало шато де Монбельяр, літньою — палац в Етюпі. Вюртембергом в той час правив старший брат Фрідріха Ойгена — Карл Ойген.
Принц виховувався в протестантському дусі. Від 1769 року навчався в Лозанні. У червні 1774 році вступив до лав прусського війська в чині оберста. У 1780 році став генералом кінноти.
У віці 25 років узяв шлюб із 15-річною принцесою Брауншвейг-Вольфенбюттеля Августою. Весілля пройшло 15 жовтня 1780 у Брауншвейзі. У подружжя народилося четверо дітей.
У 1781 році вийшов у відставку в чині генерал-майора. Наступного року супроводжував сестру Софію Доротею із чоловіком до Росії, де своєю впевненістю справив враження на Катерину II. Імператриця дарувала йому посаду генерал-губернатора Східної Фінляндії із резиденцією у Виборзі. Августа приєдналася до чоловіка. Шлюб однак не був щасливим.
Під час візиту до Санкт-Петербургу у грудні 1786 року дружина попросила захисту у імператриці, посилаючись на бісексуальність Фрідріха та його жорстоке поводження із нею. Катерина II надала жінці прихисток і наказала родичу залишити Росію. Августа померла за два роки. Тоді ж принц продав свою резиденцію Монрепо Людвігу фон Ніколаї.
Мешкав під Лозанною та в Боденхаймі. У 1790 році оселився у Людвігсбурзі, і, не зважаючи не незадоволення дядька Карла Ойгена, який в той час ще був правлячим герцогом, почав знайомитись з державними справами. У 1795 році став полковником 3-го Драгунського полку кайзерівської армії і перебував в цьому чині до 1809 року.
У травні 1795 року його батько наслідував брату на герцогському престолі, а наприкінці грудня 1797 сам пішов з життя. Фрідріх став правлячим герцогом. Перед цим він одружився вдруге із британською принцесою Шарлоттою, донькою короля Георга III. Весілля відбулося 18 травня 1797 у Сент-Джеймському палаці Лондона. У подружжя народилася єдина донька, яка померла після народження.
Фрідріх вважався властолюбним, холеричним та рішучим політиком. Перші роки його правління були відзначені запеклими конфліктами зі станами, які мали значні законні права в герцогстві.
В Людвігсбурзькому палаці багато кімнат були реконструйовані в стилі ампір.

У 1799 році активно брав участь у війні другої коаліції на боці Австрії. У 1800 році французька армія захопила Вюртемберг. Герцогське подружжя утекло до Відня і змогло повернутися лише у травні 1801 року, коли французи пішли. Згодом Фрідріх почав політику примирення з Францією. У 1801 році він віддав французам графство Монбельяр, а 20 травня 1802 уклав Паризький договор, в якому гарантувалася територіальна цілісність герцогства та компенсації за втрачені землі. Так, герцог отримав натомість Монбельяру Елльванген у 1803, низку церковних володінь та дев'ять міст. У лютому того ж року отримав титул принца-курфюрста.

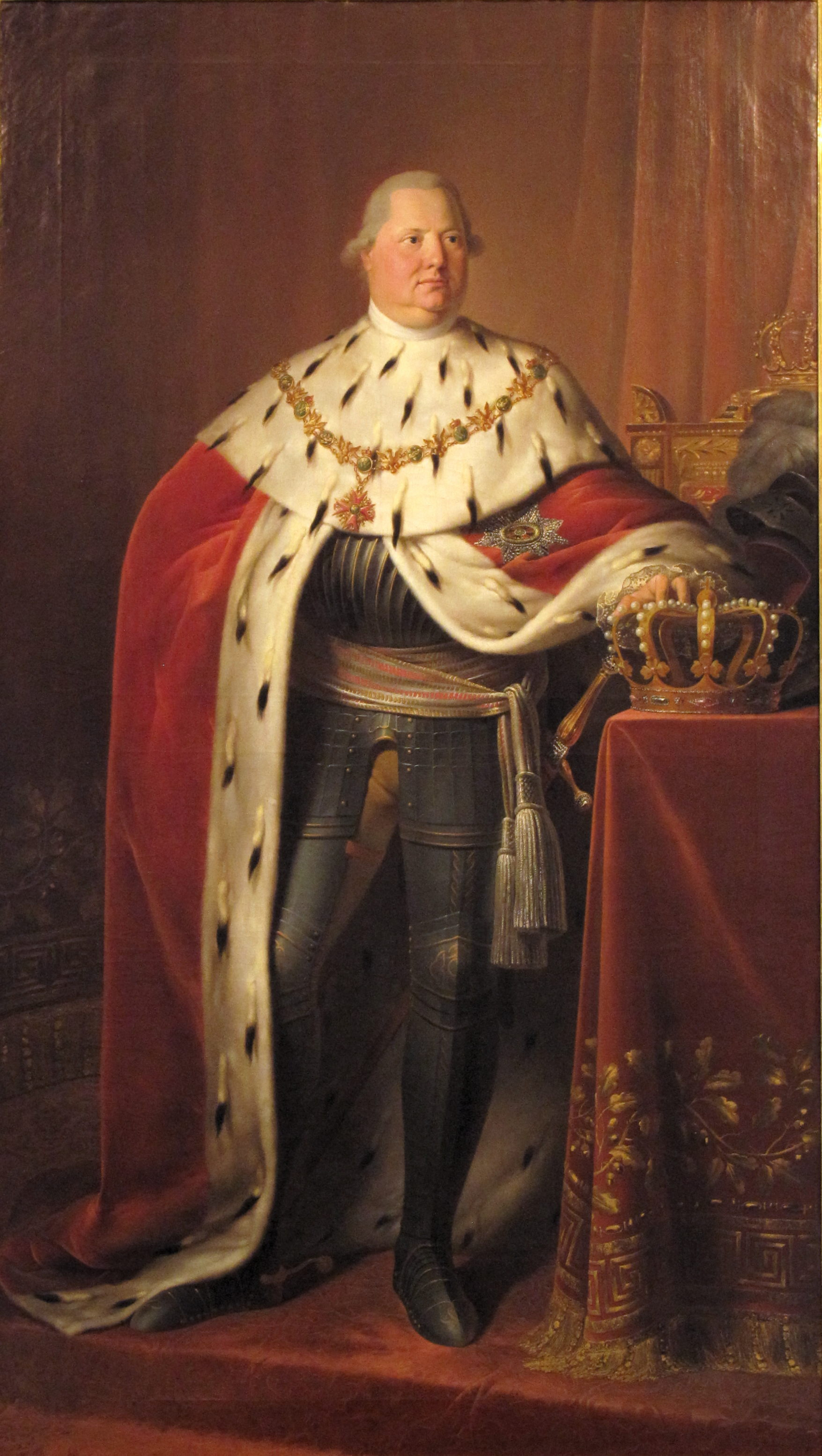
Портрет Фрідріха пензля Йоганна Батіста Зеєле, 1806

Коли у 1805 році знову вибухнула війна між Австрією та Францією, спочатку намагався залишатися принаймні нейтральним, але Наполеон наніс йому раптовий візит 2 жовтня 1805 у Людвігсбурзі, і монархи мали чотиригодинну нараду з закритими дверима. В обмін на надання допомоги Бонапарту, Фрідріх отримав від останнього дозвіл на підвищення статусу Вюртемберга до королівства. Коронувався у Штутгарті 1 січня 1806 року. 12 липня королівство Вюртемберг приєдналося до Рейнської Конфедерації. Король мав виставити контингент у 12 000 вояків під французькі прапори. Окрім іншого, це принесло йому землі низки імперських князів та графів, у тому числі Гогенлое, Вальдбурга, Турн-унд-Таксісів, Лімбурга.
Військам Вюртемберга довелося битися 1806 року проти Пруссії, 1809 року проти Австрії і повстанського Форарльберга. Ціною за це став Мергентхайм і райони, залишені Баварією у Верхній Швабії та Франконії. Остаточні кордони королівства були підтверджені Віденським миром (14.10.1809), Комп'єнським договором (24.4.1810) і Державним договором з Баварією (18.5.1810): Вюртемберг збільшився більш ніж удвічі. Для встановлення внутрішньої єдності країни слугувала жорстка адміністрація за французькою моделлю. За дуже короткий час вдалося створити добре керовану державу з ефективно працюючими інститутами влади. Була скасована таємна рада, країна розділена за географічними критеріями, ліквідоване самоврядування, проведений розподіл правосуддя й адміністрації, встановлена єдність закону та рівні права віросповідання, реорганізована шкільна система. Люди, втім, були незадоволені високими податками, поліцейськими вказівками різного характеру та діяльністю цілої системи шпигунів.
Підтримка Франції технічно зробила Фрідріха ворогом Великої Британії, однак родинний зв'язок із Георгом III дав йому змогу виступати посередником між Британією та континентальними державами.
Контингент Вюртемберга числом 15000 вояків брав участь у Російській кампанії Наполеона у 1812 році. Повернулося з них кілька сотень.
У Битві народів брав участь на боці французів. 2 листопада 1813 року, в рамках Фульдського договору, перейшов на бік німецьких країн. Брав участь у Віденському конгресі, де його статус короля було підтверджено. Також за Вюртембергом були офіційно закріплені територіальні надбання, отримані під час володарювання Наполеона. Це було зумовлене тим, що Австрія була більше зацікавлена в союзі із середніми німецькими державами, такими як Вюртемберг, ніж в підтвердженні своєї традиційної ролі захисника дрібних суверенів старої імперії.
1 вересня 1815 році Вюртемберг увійшов до Німецького союзу, хоча Фрідріх пішов на це неохоче, оскільки даний крок обмежував його суверенитет. 11 листопада того ж року представив Конституцію, яка, однак, була відхилена ландтагом, після чого почалася боротьба за «старий добрий закон» імперських часів. Фрідріху через загальні хвилювання довелося поступитися, і він уповноважив барона фон Вангенхайма бути посередником. Це дозволило розколоти опозицію, втім, її опір посилився. Переговори безрезультатно затягнулися, коли 30 жовтня 1816 року Фрідріх раптово помер у Штутгарті.
Був похований у замковій кірсі Людвігсбургу.

## Родина

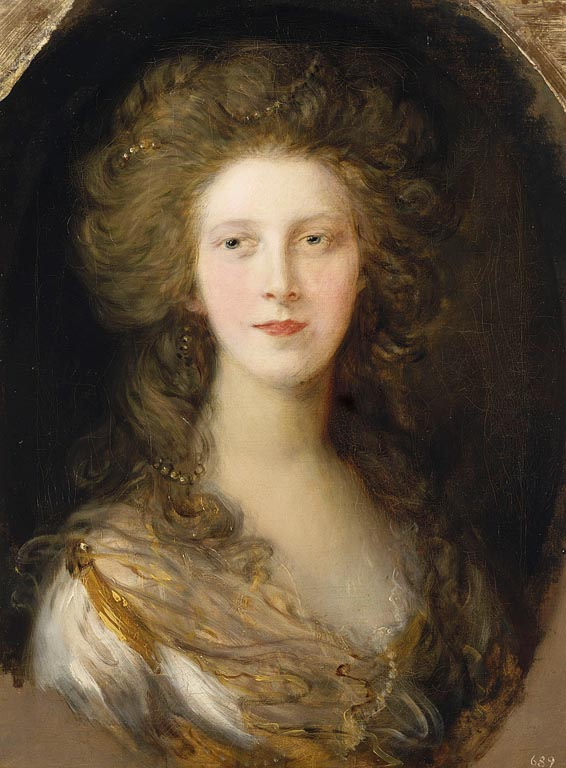
Портрет принцеси Шарлотти пензля Томаса Гейнсборо, 1782, Королівська колекція

Дружина — Августа Кароліна Брауншвейг-Вольфенбюттельська
Діти:
- Вільгельм (1781—1864) — наступний король Вюртемберга у 1816—1864 роках, був тричі одруженим, мав п'ятеро дітей;
- Катерина (1783—1835) — дружина короля Вестфалії Жерома Бонапарта, мала трьох дітей;
- Софія (1783—1784) — прожила 10 місяців;
- Пауль (1785—1852) — генерал-лейтенант російської армії, був одружений із принцесою Шарлоттою Саксен-Гільдбурггаузенською, мав п'ятеро дітей

Дружина — Шарлотта, донька короля Георга III
Дітей не було

## Нагороди
- Великий магістр ордену Вюртемберзької корони (Вюртемберзьке королівство);
- Великий магістр ордену «За військові заслуги» (Вюртемберзьке королівство);
- Великий хрест ордену Почесного легіону (Франція);
- Орден Білого Орла;
- Орден Андрія Первозванного (Російська імперія);
- Орден Слона (Данія).